# Parch wikliny

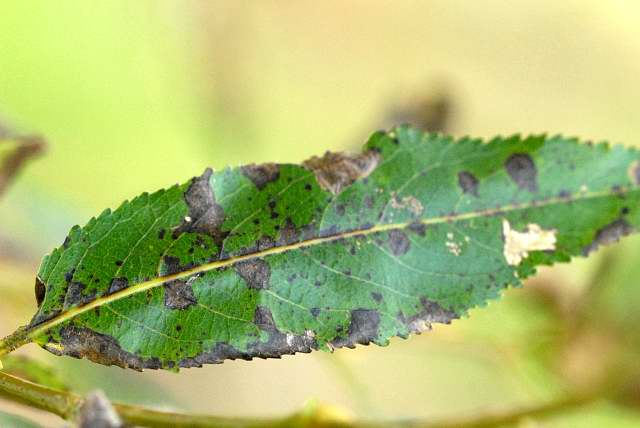
Nekrozy na liściu porażonym przez parcha wikliny

Parch wikliny (ang. willow scab) – grzybowa choroba wierzb wywołana przez gatunek Venturia saliciperda. 

## Występowanie i szkodliwość
Choroba jest rozprzestrzeniona na całym świecie; poza Antarktydą występuje na wszystkich kontynentach i licznych wyspach. Atakuje wiele gatunków wierzb (Salix): S. amygdaloides, S. bebbiana, Salix lucida, S. nigra, wierzba uszata (S. aurita), wierzba amerykańska (S. americana), wierzba trójpręcikowa (S. triandra), wierzba pięciopręcikowa (S. pentandra), wierzba wiciowa (S. viminalis), wierzba biała (S. alba), wierzba krucha (S. fragilis), wierzba iwa (S. caprea), wierzba purpurowa (S. purpurea), wierzba szara (S. cinerea). Wraz z Venturia saliciperda często występuje drugi pasożytniczy grzyb – Glomerella miyabeana. Obydwa gatunki grzybów prawdopodobnie do Europy dostały się w XX wieku z Azji wraz z sadzonkami wierzb.
Parch wikliny największe straty powoduje na plantacjach wierzb wiklinowych i w uprawach energetycznych. W przypadku plantacji wiklinowych choroba powoduje obniżenie jakości pozyskiwanych pędów, na plantacjach energetycznych powoduje obniżenie plonu powodujące nieopłacalność produkcji. W obydwu przypadkach parch wikliny, zwykle wraz z innymi chorobami wierzb, może doprowadzić do obumierania całych krzewów.

## Objawy
Patogen rozwija się na liściach, ogonkach liściowych i młodych pędach wierzb. Pierwsze oznaki choroby pojawiają się na szczycie pędów. Młode liście zaczynają więdnąć, pojawiają się na nich nekrozy i liście wraz z ogonkami obumierają. Potem zaczynają obumierać także pędy, z których wyrastały te liście. 

## Epidemiologia
Na zakażonych liściach i pędach po deszczu rozwija się grzybnia wytwarzająca zarodniki bezpłciowe – konidia o oliwkowej barwie. Na liściach zarodniki tworzą się na dolnej stronie blaszki, wzdłuż nerwu głównego i nerwów bocznych. Roznoszone przez wiatr rozprzestrzeniają chorobę w okresie od kwietnia do sierpnia. Na obumarłych pędach grzybnia rozwija się saprotroficznie i nadal wytwarza konidia. W czasie suchej i słonecznej pogody nasilenie choroby zmniejsza się. 
W laboratorium udało się wyhodować płciowo rozmnażające się morfy wytwarzające w pseudotecjach zarodniki płciowe – askospory. W naturze jednak nie obserwowano tego procesu, niejasna więc pozostaje jego rola.
Nasilenie choroby na plantacjach zależy od pogody (chorobie sprzyja długotrwała, wilgotna pogoda) oraz od obecności w okolicy źródeł infekcji, ale także od podatności odmian. 

## Ochrona
W Polsce jak dotąd nie zarejestrowano fungicydów przeznaczonych do zwalczania parcha wikliny. Badania prowadzone nad zastosowaniem produkowanych obecnie fungicydów wykazały ich ograniczoną skuteczność. Fungicydy jedynie ograniczały długość nekroz. Większą skuteczność od fungicydów miedziowych wykazywały fungicydy benzimidazolowe. Jedynym skutecznym sposobem zwalczania choroby jest wycinanie dziko rosnących wierzb w okolicach plantacji, a na plantacjach wycinanie porażonych krzewów i niszczenie karp i pędów pozostałych na ziemi po zbiorze wikliny.